# Jeffrey Hoogervorst
Jeffrey Hoogervorst (Amsterdam, 23 oktober 1984) is een Nederlands voormalig profvoetballer. Hij speelde als verdediger.

## Carrière
Hoogervorst speelde in Nederland in de jeugdopleiding van AFC Ajax. In 2002 vertrok hij naar Spanje om bij Sporting Gijón in de Segunda División A te gaan spelen. Na een jaar op huurbasis bij Club Marino de Luanco in de Segunda B, werd Hoogervorst vanaf 2003 een speler bij Sporting. In het seizoen 2005/2006 speelde hij 25 competitiewedstrijden, waarvan 17 als basisspeler. Zijn prestaties bij de Asturische club leverden hem uiteindelijk in juli 2006 een transfer op naar Real Madrid Castilla, het tweede elftal van Real Madrid dat uitkomt in de Segunda A.
Zijn verblijf in Madrid liep uit op een grote teleurstelling. Hoogervorst speelde in een half jaar tijd slechts één competitieduel voor het tweede van Real Madrid; althans, tegen Albacete Balompié kwam de verdediger een minuut voor tijd als invaller in het veld. De Nederlander ging op zoek naar een andere club en FC Barcelona besloot hem een kans te geven. Hoogervorst tekende in januari 2007 bij de Catalaanse club voor een half seizoen met een optie voor nog drie jaar. Hij debuteerde voor het tweede op 7 januari in de derby tegen CF Badalona en een week later maakte de Nederlander tegen UE Figueres zijn eerste doelpunt. Na de degradatie van Barça B naar de Tercera División besloot FC Barcelona in eerste instantie zijn contract niet te verlengen. Uiteindelijk tekende hij in augustus toch bij op verzoek van de kersverse trainer Josep Guardiola. Hoogervorst kwam in het seizoen 2007/2008 echter niet in actie, onder meer door een langdurige schaambeenblessure. In maart 2008 besloot hij te vertrekken bij FC Barcelona.
In het seizoen 2008/09 was hij onder andere op proef bij FC Zwolle en FC Volendam, maar dit leverde geen contract op. Sinds de zomer van 2009 kwam hij wederom uit voor Club Marino de Luanco, maar na een weinig succesvolle periode aldaar trok hij verder naar Zamora CF, spelend in de Spaanse derde divisie.

## Statistieken
| Seizoen        | Club              | Land   | Competitie                 | Wed. | Goals |
| -------------- | ----------------- | ------ | -------------------------- | ---- | ----- |
| 2002/03        | Marino de Luanco  | Spanje | Segunda División B Grupo 2 | ?    | ?     |
| 2003/06        | Sporting Gijón    | Spanje | Segunda División A         | 35   | 0     |
| 2006/07        | Real Madrid B     | Spanje | Segunda División A         | 1    | 0     |
| 2006/07        | FC Barcelona B    | Spanje | Segunda División B Grupo 3 | 28   | 1     |
| 2007/08        | FC Barcelona B    | Spanje | Tercera División Grupo 5   | ?    | ?     |
| 2009/10        | Marino de Luanco  | Spanje | Tercera División Grupo 2   | ?    | ?     |
| 2010/11        | Zamora CF         | Spanje | Segunda División B Grupo 2 | 24   | 0     |
| 2011/          | Real Avilés       | Spanje | Tercera División Grupo 2   | ?    | ?     |
| Totaal         | Totaal            | Totaal | Totaal                     | ?    | ?     |
| Bijgewerkt tot | 23 september 2009 |        |                            |      |       |